# Heliconia spathocircinada
Heliconia spathocircinada är en enhjärtbladig växtart som beskrevs av Leandro Aristeguieta. Heliconia spathocircinada ingår i släktet Heliconia och familjen Heliconiaceae.

## Underarter
Arten delas in i följande underarter:
- H. s. panamensis
- H. s. spathocircinada